# Pseudotrapelus
Pseudotrapelus – rodzaj jaszczurek z podrodziny Agaminae w obrębie rodziny agamowatych (Agamidae).

## Zasięg występowania
Rodzaj obejmuje gatunki występujące w Azji (Syria, Izrael, Jordania, Arabia Saudyjska, Jemen, Oman i Zjednoczone Emiraty Arabskie) i Afryce (Egipt, Libia, Sudan i Erytrea).

## Systematyka

### Etymologia
- Pseudotrapelus: gr. ψευδος pseudos „fałszywy”[6]; rodzaj Trapelus Cuvier, 1817.
- Isodactylus: gr. ισος isos „równy, podobny”[7]; δακτυλος daktulos „palec”[8]. Gatunek typowy: Agama sinaita Heyden, 1827.

### Podział systematyczny
Do rodzaju należą następujące gatunki:
- Pseudotrapelus aqabensis Melnikov, Nazarov, Ananjeva & Disi, 2012
- Pseudotrapelus chlodnickii Melnikov, Śmiełowski, Melnikova, Nazarov & Ananjeva, 2015
- Pseudotrapelus dhofarensis Melnikov & Pierson, 2012
- Pseudotrapelus jensvindumi Melnikov, Ananjeva & Papenfuss, 2013
- Pseudotrapelus neumanni (Tornier, 1905)
- Pseudotrapelus sinaitus (Heyden, 1827)
- Pseudotrapelus tuwaiqensis Tamar, Uvizl, Shobrak, Almutairi, Busais, Salim, Algethami, Algethami, Alanazi, Alsubaie, Chirio, Carranza, Šmíd, 2023